# کاتیچی
کاتیچی (به صربی: Katići) یک منطقهٔ مسکونی در صربستان است که در ایوانئیتسا واقع شده‌است. کاتیچی ۱٫۷۸ کیلومتر مربع مساحت و ۱۱۳ نفر جمعیت دارد.